# استیون هولکامب
استیون هولکامب (انگلیسی: Steven Holcomb; ۱۴ آوریل ۱۹۸۰ – ۶ مهٔ ۲۰۱۷) ورزشکار بابسلد اهل ایالات متحده آمریکا بود.
از افتخارات وی میتوان به کسب مدال طلا بابسلد چهارنفره در بازی‌های المپیک زمستانی ۲۰۱۰ اشاره کرد.